# John Rostill
John Rostill de son vrai nom John Henry Rostill est né le 16 juin 1942 à Birmingham et mort le 26 novembre 1973 dans sa maison du Hertfordshire. Il fut historiquement le troisième bassiste du groupe instrumental anglais The Shadows  après Jet Harris et Brian Locking dit Licorice.
Il fut le dernier bassiste réellement considéré comme un membre du groupe à part entière, les suivants n'étant que des employés salariés. Engagé à Noël 1963, John Rostill enregistrera avec The Shadows de nombreux hits tels que le premier qui fut The Rise & fall Of Flingel Bunt ou Thunderbird Thème entre autres et surtout Blue Shadows avec un tempo et un jeu de basse excellent. 

## Biographie
Lorsque "Brian Licorice Locking" annonce en octobre 1963 après 18 mois de collaboration, son départ des Shadows pour se consacrer aux Témoins de Jéhovah, le guitariste leader Hank Marvin déclara à la presse avec son humour habituel:  "Peut-être allons nous auditionner un garçon plein de promesses..... son nom est ...Paul McCartney. Il joue dans un groupe inconnu appelé "The Beatles". Mais en y réfléchissant bien, je crois qu'il ne pourra pas faire l'affaire car il est de Liverpool et nous nous voulons quelqu'un qui vienne de Newcastle ou de Birmingham".... 
Finalement Bruce Welch eut l'idée de proposer un garçon qu'il avait vu jouer dans un bal du "Football Club de Tooting" où le groupe Zoot Money Quartet se produisait, avec un bassiste qui l'avait surpris par son sens aiguisé du tempo. Il en parle à Hank et Brian qui décident de l'auditionner lors d'un spectacle sur la scène du London Palladium. John est donc engagé et entre dans le groupe fin 1963. Dès son arrivée, il commence par résoudre le problème de Bruce Welch pour qui l'accordage parfait de sa guitare était devenu une telle obsession qu'il avait dû consulter un psychiatre. John Rostill lui propose de lui accorder ses guitares avant les shows et enregistrements, tout va bien se passer ensuite. Début 1964, Les Shadows signent un accord "d'endorsement" avec la marque Burns et abandonnement provisoirement leurs guitares Fender. John Rostill reçoit une Burns Shadows Bass qu'il va faire modifier et améliorer suivant son goût. Ce modèle restera attaché à son nom et existe toujours sous l'appellation  - John Rostill Signature -. 
Le jeu structuré de John Rostill va libérer Bruce Welch et Hank Marvin des soucis rythmiques et va leur permettre de se concentrer sur les mélodies.
Il quitte le groupe en octobre 1969 après un peu moins de 6 ans, mais continue à composer avec Hank et Bruce et se fait construire et aménager en 1971 à Radlett le village où il habite, un studio privé de travail chez lui appelé "The Radlett Notown", pour se consacrer à la composition. Ses maquettes sont très élaborées et sont réputées. Il va faire ensuite partie du groupe de Tom Jones - 1970/1972 et jouera plusieurs fois à Las Vegas. En 1973, il compose 2 chansons pour Olivia Newton-John qui est à l'époque la compagne de Bruce Welch. Malheureusement, il n'aura pas le temps de voir ses chansons devenir no 1 aux États-Unis avec cette chanteuse.
Le 26 novembre 1973, Bruce Welch rendant visite à John Rostill pour une rencontre et séance de travail, le découvre mort dans son studio de répétitions, électrocuté, sa basse à la main alors qu'il était seul.
Dans les jours qui suivirent, Hank Marvin prévenu et bouleversé par ce décès, va récupérer la guitare basse des mains de son épouse et après l'avoir gardée pendant 2 ans chez lui à Perth (Australie-Occidentale), va la renvoyer en Grande-Bretagne au musée des guitares Burns London.
John Rostill apporta au groupe une nouvelle couleur dans la rythmique, grâce à sa façon de jouer avec un tempo très rapide, un son très aigu et une partition de basse très développée. - Ecouter "Brasil", "Blue Shadows" - etc.
Brian Bennett dira souvent que John fut le meilleur bassiste avec qui il ait joué.
La rumeur selon laquelle il décède d'une overdose non déclarée pour des raisons de respectabilité d'image publique n'a jamais été prouvée, ni infirmée. Ses remplaçants - Alan Hawkshaw (1969), Dave Richmond (1970-1971), Alan Tarney (1971-1975), Alan Jones (1975-1983) et Mark Griffiths (1994- ... le dernier en date, ne seront plus que des employés du groupe.